# Kupa e Shqipërisë 2021-2022
La Kupa e Shqipërisë 2021-2022 è stata la 70ª edizione della coppa nazionale albanese, iniziata l'11 settembre 2021 e terminata il 31 maggio 2022. Il Vllaznia ha conquistato il trofeo per l'ottava volta nella sua storia, la seconda consecutiva.

## Formula
La competizione si svolge in turni ad eliminazione diretta con partite di andata e ritorno, tranne il turno preliminare e la finale che si giocano in gara unica. La squadra vincitrice si qualifica alla UEFA Europa Conference League 2022-2023.

## Turno preliminare
Partecipano a questo turno 4 squadre provenienti dalla Kategoria e Dytë.
| 11 settembre 2021 |       |           |
| Labëria           | 3 – 0 | Devolli   |
| Sopoti            | 1 – 2 | Luzi 2008 |

## Primo turno
Partecipano a questo turno 32 squadre: 2 vincitrici del turno preliminare, 10 provenienti dalla Kategoria Superiore, 16 dalla Kategoria e Parë e 4 dalla Kategoria e Dytë.
| Squadra 1                           | Totale          | Squadra 2        | Andata | Ritorno     |
| ----------------------------------- | --------------- | ---------------- | ------ | ----------- |
| 22 settembre 2021 / 13 ottobre 2021 |                 |                  |        |             |
| Butrinti                            | 1 – 5           | Laçi             | 1 – 1  | 0 – 4       |
| Besa Kavajë                         | 1 – 2           | Pogradeci        | 1 – 0  | 0 – 2       |
| Elbasani                            | 0 – 4           | Kastrioti        | 0 – 2  | 0 – 2       |
| Flamurtari Valona                   | 2 – 2 (6-5 dtr) | Apolonia Fier    | 1 – 1  | 1 – 1 (dts) |
| Veleçiku                            | 0 – 7           | Skënderbeu       | 0 – 3  | 0 – 4       |
| Labëria                             | 2 – 5           | Vllaznia         | 2 – 1  | 0 – 4       |
| Luzi 2008                           | 3 – 6           | Teuta            | 1 – 4  | 2 – 2       |
| Maliqi                              | 0 – 4           | Kukësi           | 0 – 0  | 0 – 4       |
| Shkumbini                           | 0 – 9           | Tirana           | 0 – 3  | 0 – 6       |
| Tërbuni Pukë                        | 0 – 6           | Partizani Tirana | 0 – 3  | 0 – 3       |
| Turbina Cërrik                      | 1 – 2           | Egnatia          | 1 – 1  | 0 – 1       |
| Vora                                | 3 – 5           | Korabi           | 2 – 1  | 1 – 4       |
| 22 settembre 2021 / 14 ottobre 2021 |                 |                  |        |             |
| Besëlidhja                          | 4 – 2           | Burreli          | 0 – 0  | 4 – 2       |
| Erzeni                              | 1 – 2           | Dinamo Tirana    | 1 – 0  | 0 – 2       |
| Lushnja                             | 0 – 3           | Tomori           | 0 – 3  | 0 – 0       |
| Oriku                               | 1 – 7           | Bylis Ballsh     | 1 – 2  | 0 – 5       |

## Secondo turno
| Squadra 1                          | Totale          | Squadra 2        | Andata | Ritorno     |
| ---------------------------------- | --------------- | ---------------- | ------ | ----------- |
| 3 novembre 2021 / 17 novembre 2021 |                 |                  |        |             |
| Besëlidhja                         | 0 – 3           | Partizani Tirana | 0 – 1  | 0 – 2       |
| Bylis Ballsh                       | 3 – 3 (3-4 dtr) | Skënderbeu       | 1 – 1  | 2 – 2 (dts) |
| Egnatia                            | 3 – 2           | Kukësi           | 3 – 1  | 0 – 1       |
| Flamurtari Valona                  | 4 – 2           | Kastrioti        | 0 – 0  | 4 – 2       |
| Korabi                             | 0 – 3           | Teuta            | 0 – 1  | 0 – 2       |
| Pogradeci                          | 1 – 8           | Vllaznia         | 0 – 2  | 1 – 6       |
| Tomori                             | 1 – 2           | Laçi             | 0 – 1  | 1 – 1       |
| 3 novembre 2021 / 18 novembre 2021 |                 |                  |        |             |
| Dinamo Tirana                      | 2 – 2 (8-7 dtr) | Tirana           | 2 – 0  | 0 – 2 (dts) |

## Quarti di finale
| Squadra 1                          | Totale          | Squadra 2        | Andata | Ritorno     |
| ---------------------------------- | --------------- | ---------------- | ------ | ----------- |
| 26 gennaio 2022 / 10 febbraio 2022 |                 |                  |        |             |
| Egnatia                            | 1 – 1 (2-3 dtr) | Laçi             | 1 – 1  | 0 – 0 (dts) |
| Flamurtari Valona                  | 1 – 3           | Vllaznia         | 1 – 2  | 0 – 1       |
| 27 gennaio 2022 / 9 febbraio 2022  |                 |                  |        |             |
| Skënderbeu                         | 0 – 2           | Teuta            | 0 – 1  | 0 – 1       |
| 27 gennaio 2022 / 10 febbraio 2022 |                 |                  |        |             |
| Dinamo Tirana                      | 1 – 2           | Partizani Tirana | 1 – 1  | 0 – 1       |

## Semifinali
| Squadra 1                      | Totale          | Squadra 2 | Andata | Ritorno |
| ------------------------------ | --------------- | --------- | ------ | ------- |
| 30 marzo 2022 / 13 aprile 2022 |                 |           |        |         |
| Teuta                          | 2 – 3           | Laçi      | 1 – 2  | 1 – 1   |
| 31 marzo 2022 / 13 aprile 2022 |                 |           |        |         |
| Partizani Tirana               | 1 – 1 (4-5 dtr) | Vllaznia  | 0 – 0  | 1 – 1   |

## Finale
| Arbitro: | Juxhin Xhaja |

|                      |           |           |
| Hoxhaj 18’ Adili 95’ | Marcatori | 4’ Guindo |